# Seia Corona
Seia Corona est une corona, formation géologique en forme de couronne, située sur la planète Vénus par -3° S et 153° E. Elle est localisée dans le quadrangle de Diana Chasma. Elle a été nommée en référence à Seia, déesse romaine du grain. 

## Géographie et géologie
Seia Corona couvre une surface circulaire d'environ 225 km de diamètre. 